# Cylindrocystis angulatum
Cylindrocystis angulatum là một loài Song tinh tảo trong họ Mesotaeniaceae, thuộc chi Cylindrocystis.